# Letiště Shannon
Mezinárodní letiště Shannon je letiště v Irsku, jedno ze 3 irských nejdůležitějších letišť spolu s letištěm v Dublinu a Corku. Je druhým nejvytíženějším letištěm v Irské republice a v roce 2007 odbavilo 3,62 milionu cestujících. Letiště se nachází západně od města Shannon v hrabství Clare, asi 24 km od Ennis a 25 km od města Limerick.

## Historie
V estuáru řeky Shannon existovalo přístaviště pro hydroplány už během 30. let 20. století. Rozvoj technologií klasických letadel zapříčinil, že irská vláda rozhodla o stavbě klasického letiště na místě zvaném Rineanna. 8. října 1936 na bažinatém podloží začalo odvodňování a první komerční let byl uskutečněn v červenci 1939. Letiště se stalo plně funkčním roku 1942 a tehdy dostalo nový název z původního Letiště Rineanna na Letiště Shannon. V roce 1945 byly přistávací dráhy prodlouženy, aby mohly pojmout transantlatické lety.
Letiště se stalo na dlouhou dobu zásadní zastávkou s doplněním paliva pro transatlantické lety. Výhodná poloha nejzápadnějšího evropského letiště státu mimo Varšavskou smlouvu nebo NATO způsobila, že byl Shannon jedním z nejvytíženějších letišť v Evropě pro mezinárodní transatlantické lety. V roce 1947 byl na zdejším letišti otevřen první duty-free obchod.
S vývojem letadel s delším doletem v 70. letech 20. století došlo k útlumu letištních operací, protože velká letadla dokázala doletět až do Dublinu a nakonec i dál do Evropy bez mezipřistání.

### Charterové lety
- Air Europa (Arrecife)
- Air Transat (Toronto-Pearson) Sezónní
- Dubrovnik Airline (Dubrovník, Split)
- Onur Air (Bodrum, Izmir)
- Swiss (Curych)

### Nákladní lety
- Air Contractors Ireland (Dublin, Paříž-Charles de Gaulle)
- DHL (East Midlands)
- TNT Airways (Stansted, Lutych)
- UPS operuje jako Star Air Europe (Dublin, Kolín / Bonn)

### Jiné aerolinie
- Omni Air International